# Sümegi Pál
Sümegi Pál (Tapolca, 1960. május 11.–) magyar geológus, régész, az MTA doktora, a Szegedi Tudományegyetem Földtani és Őslénytani Tanszék tanszékvezető egyetemi professzora.

## Életpályája
Sümegi Pál a debreceni Kossuth Lajos Tudományegyetem (KLTE) Természettudományi Karán diplomázott biológia-földrajz szakos középiskolai tanárként 1986-ban. Egyetemi tanulmányainak befejezése után bekerült tanársegédnek a KLTE Ásvány és Földtani Tanszékre. Egyetemi doktori disszertációját 1989-ben védte meg A Hajdúság felső-pleisztocén fejlődéstörténete finom-rétegtani (üledékföldtani, őslénytani, geokémiai) vizsgálatok alapján témakörben. 1992-től egyetemi adjunktusi beosztásba került.
A földtudományok kandidátusa (PhD) tudományos fokozatot 1997-ben érte el Az Észak-magyarországi löszterületek összehasonlító őskörnyezeti rekonstrukciója és rétegtani értékelése c. disszertációjának megvédésével. 2000-ig oktatott a KLTE-n, még ebben az évben docensi kinevezést nyert és elvállalta a SZTE Földtani és Őslénytani Tanszékének vezetését.
Már tanszékvezetői évei alatt végezte el a régész szakot a 2000-es évek végén, hiszen a régészet egyik nélkülözhetetlen segédtudománya a földtannak és az őslénytannak. 2009-ben érte el az akadémiai doktori fokozatot (DSc) Magyarország negyedidőszak végi környezettörténete c. disszertációjával, amelynek eredményei részben a földtudomány és a régészet határterületén születtek, s így mindkét szaktudomány területére nézve fontosak. A földtudomány és a régészet interdiszciplína fontosságát a tudományos fellépésein túl nagyobb célközönséget érintő ismeretterjesztő előadások formájában is terjeszti, különböző rádió és televízió műsorokban.
A SZTE Földtudományi Doktori Iskola törzstagja, eddig 6 doktorandusz hallgató témavezetését bízták rá, közülük öten már PhD fokozatot nyertek, egy pedig abszolutóriumot. A tehetséggondozásban is komoly sikereket ért el: az Országos Tudományos Diákköri Konferenciákra (OTDK) készülő egyetemi hallgatók felkészítése során kifejtett tevékenységét az OTDT mestertanári kitüntetéssel jutalmazta 2013-ban.

## Oktatói tevékenysége
Oktatási területe: Általános földtan; Föld és élet fejlődése; Magyarország földtana; Geoarcheológia; Alkalmazott paleoökológia; Rendszeres őslénytan.
Kutatási területe: Földtudományok: negyedidőszaki éghajlati, környezeti változások, környezettörténet rekonstrukciója, régészeti lelőhelyek geoarcheológiai, régészeti geológiai vizsgálata, kultúrák és környezet kapcsolatának feltárása.

## Publikációs és tudományos szerkesztői tevékenysége
2013 novemberéig bezárólag összesen 313 tudományos közleménye jelent meg, 7 szakkönyvet írt, további hatot szerkesztett, 141 szakkönyvbe írt fejezeteket, részleteket. Tudományos közleményeinek összegzett impakt faktora: 52,6. Magyar szakfolyóiratok közül a Hidrológiai Közlöny, a Földtani Közlöny, a Természet Világa és a múzeumok évkönyveiben tették közzé tudományos kutatásainak eredményeit. A rangos The Holocene című nemzetközi folyóirat szerkesztőbizottsága tanácsadó testületének tagja.

### Főbb munkáiból
- XXIV. Országos Tudományos Diákköri Konferencia Természettudományi Szekció : [Debrecen, 1999. március 31. – április 2.]. Szerk. Szabó Józseffel és Mészáros Ilonával.	Debrecen : KLTE, 1999. 1-2. köt.[12] ISBN 963-472-356-X
- A negyedidőszak földtanának és őskörnyezettanának alapjai. Szeged : JATEPress, 2001. 262 p. ISBN 963-482-524-9
- A régészeti geológia és a történeti ökológia alapjai. Szeged : JATEPress, 2003. 223 p. ill. ISBN 963-482-599-0
- The geohistory of Bátorliget Marshland : an example for the reconstruction of late Quaternary environmental changes and past human impact from Northeastern part of the Carpatgian Basin.[13] Ed. with Sándor Gulyás. Budapest : Archaeolingua Alapítvány, 2004. 356 p. : ill. (Ser. Archaeolingua; ISSN 1215-9239; 16.) ISBN 963-8046-47-3
- Loess and Upper Paleolithic environment in Hungary : an introduction to the environmental history of Hungary.[14] Nagykovácsi : Aurea, 2005. 312 p. ill. ISBN 963-218-212-X; ISBN 963-218-212-X
- Environmental archaeology in north-eastern Hungary[15] With Erika Gál and Imola Juhász. Budapest : Archaeological Institute of the Hungarian Academy of Sciences, 2005. 426 p. : ill. (Ser. Varia archaeologica Hungarica, ISSN 0237-9090 ; 19.) ISBN 9637391886 963 7391 88 6
- Environmental archaeology in Transdanubia[16] With Csilla Zatykó and Imola Juhász. Budapest : Inst. of Archaeology of the Hung. Acad. of Sciences, 2007. 390 p. ill. (Ser. Varia archaeologica Hungarica; ISSN 0237-9090 ; 20.) ISBN 978-963-7391-94-1
- Jakab Gusztáv–Sümegi Pál: Negyedidőszaki makrobotanika; SZTE TTIK Földrajzi és Földtani Tanszékcsoport, Szeged, 2011 (GeoLitera)
- Gulyás Sándor–Sümegi Pál: Édesvízi puhatestűek a környezetrégészetben; SZTE TTIK Földrajzi és Földtani Tanszékcsoport, Szeged, 2012 (GeoLitera)
- A régészeti geológia és a történeti ökológia alapjai; 2. jav. kiad.; JATEPress, Szeged, 2013
- Környezetföldtani és környezettörténeti kutatások a dunai Alföldön; SZTE TTIK Földrajzi és Földtani Tanszékcsoport, Szeged, 2014 (GeoLitera)
- Komplex archeobotanika; szerk. Törőcsik Tünde, Náfrádi Katalin, Sümegi Pál; SZTE TTIK Földrajzi és Földtani Tanszékcsoport, Szeged, 2015 (GeoLitera)

## Ösztöndíjai
- 1984–1985: Népköztársasági Ösztöndíj
- 1989–1990: K&H Universitas ösztöndíja
- 1992: Soros Alapítvány ösztöndíja
- 1993–1994: K&H Universitas ösztöndíj
- 1993–1996: British Council-OMFB ösztöndíj
- 1997–1998: A magyar vidékért alapítvány ösztöndíja
- 1999: Széchenyi Professzori Ösztöndíj
- 2001: Austrian Academy of Sciences ösztöndíja

## Kitüntetései
- 1986: KLTE TTK Hatvany István Emlékérme
- 1997: Pro Natura Emlékérem
- 2013: Országos Tudományos Diákköri Tanács Mestertanár Aranyérem[7]